# IMUSE
iMUSE (Interactive MUsic Streaming Engine) är ett system för interaktiv spelmusik skapat av LucasArts 1991. I kombination med företagets spelmotor SCUMM bidrog iMUSE till LucasArts stora framgångar inom äventyrsgenren.
Det första spelet som använde systemet var Monkey Island 2: LeChuck's Revenge från samma år. I flera av spelets miljöer finns det flera parallella musikspår med olika nyanser som spelet mjukt växlar mellan när en förbestämd handling utförs. Ett tydligt exempel är kyrkogården i början av spelet där musiken blir mer avskalad när Guybrush går in i en gravkammare utan att själva melodin någonsin avbryts.